# Nestelberg (Gemeinde Gaming)
Nestelberg ist eine Ortschaft und eine Katastralgemeinde der Gemeinde Gaming im Bezirk Scheibbs in Niederösterreich. Die korrekte Bezeichnung der Ortschaft lautet Nestelberg-Lackenhof.

## Geschichte
Laut Adressbuch von Österreich waren im Jahr 1938 in Nestelberg ein Gastwirt und ein Konsumverein ansässig.

## Siedlungsentwicklung
Zum Jahreswechsel 1979/1980 befanden sich in der Katastralgemeinde Nestelberg insgesamt 63 Bauflächen mit 17.524 m² und 17 Gärten auf 18.825 m², 1989/1990 gab es 67 Bauflächen. 1999/2000 war die Zahl der Bauflächen auf 84 angewachsen und 2009/2010 bestanden 66 Gebäude auf 84 Bauflächen.

## Bodennutzung
Die Katastralgemeinde ist forstwirtschaftlich geprägt. 169 Hektar wurden zum Jahreswechsel 1979/1980 landwirtschaftlich genutzt und 1.730 Hektar waren forstwirtschaftlich geführte Waldflächen. 1999/2000 wurde auf 117 Hektar Landwirtschaft betrieben und 1.782 Hektar waren als forstwirtschaftlich genutzte Flächen ausgewiesen. Ende 2018 waren 104 Hektar als landwirtschaftliche Flächen genutzt und Forstwirtschaft wurde auf 1.777 Hektar betrieben. Die durchschnittliche Bodenklimazahl von Nestelberg beträgt 14,1 (Stand 2010).